# Лангсдорф, Карл Христиан
Карл Христиан Лангсдорф (нем. Karl Christian von Langsdorf; 18 мая 1757, Бад-Наухайм, Гессен или Наухайм, Гессен — 10 июня 1834, Гейдельберг) — немецкий физик, математик, технолог; профессор.

## Биография
Родился 18 мая 1757 года в Наухайме.
Окончил гимназию в Идштайне. В 1774—1776 годы изучал юриспруденцию и математику в Гёттингенском, в 1776—1777 — в Гисенском университете. Изучал солеварение в Нидде, некоторое время практиковал в Зальцхаузене.
В 1781 году получил степень доктора философии в Эрфуртском университете, в летнем семестре читал лекции по математике в Гисенском университете в качестве приват-доцента. В 1781—1784 годы — земельный судья в Мюльхайме, с 1784 — инспектор солеварения в Гераброне (входившем тогда в маркграфство Ансбах).
В 1796—1804 годы работал профессором математики и машиностроения в Эрлангенском университете, где значительно улучшил технологический кабинет; в числе его учеников — Георг Ом. В 1804—1806 годы преподавал математику и технологию в Виленском университете; получил российское дворянство (в 1806 произведён в надворные советники).
С 27 мая 1806 по 1827 год — профессор математики философского факультета Гейдельбергского университета (1808, 1813 — декан философского факультета, в 1809 — проректор, 1813/1814, 1816 — член университетского сената); читал курсы математики, оптики, техники, гидравлики, строительства водных путей и мостов.
Умер 10 июня 1834 года в Гейдельберге.

### Семья
Отец — Георг Мельхиор Лангсдорф (нем. Georg Melchior Langsdorf; 1713—1767), казначей солеварни; мать — Мария Маргарета Кох (нем. Maria Margerethe Koch, овдов. Мёллер, нем. Möller; 1716—1788).
Братья:
- Иоганн Вильгельм (нем. Johann Wilhelm Langsdorf; 5.12.1745 — 5.2.1827), солевар[4].
- Иоганн Готлиб Эмиль (нем. Johann Gottlieb Emil Langsdorff; 11.6.1747, Наухайм — 20.1.1827, Лар), судебный пристав, президент суда[9]; отец Георга Генриха (Григория Ивановича) Лангсдорфа (1774—1852), академика Петербургской академии наук;
- Эрнст Генрих (нем. Ernst Heinrich Langsdorff; 20.3.1749, Наухайм — 18.9.1829, Висбаден, похоронен в Хёхсте), директор евангелического камерного суда[9];
- Даниель Исаак (нем. Daniel Isaak Langsdorf; 18.5.1757, Наухайм — 3.8.1830, Висбаден)[5][9].

Жена (с декабря 1781) — Элизабет (урожд. Лангсдорф; нем. Christine Elisabeth Louise Langsdorff; 7.10.1761 — 1818), дочь Карла Вильгельма Лангсдорфа (нем. Carl Wilhelm Langsdorf; 1731—1809) и Марии Юлианы Шифер.
Дети — 8 сыновей, 4 дочери; в их числе:
- Иоганна Каролина (нем. Johanna Caroline; 18.8.1789, Гераброн — 10.10.1828), замужем (с 11.5.1811) за Л. В. Медикусом (1771—1850), профессором лесоводства и сельского хозяйства в Мюнхене, сыном Ф. К. Медикуса (1736—1808), директора ботанического сада в Мангейме;
- Даниель Тобиас (нем. Daniel Tobias von Langsdorff; 2.9.1796, Гераброн — 4.4.1871), церковный советник;
- Густав Вильгельм (Густав Карлович, нем. Gustav Wilhelm von Langsdorff; 1803—1847), профессор Корпуса горных инженеров, женат на Марии Брёмме (нем. Marie Brömme); их сын — Карл Александр (нем. Karl Alexander von Langsdorff; 17.2.1834, Петербург — 17.4.1912, Дрезден), агроном;
- Лизетта (нем. Lisette), замужем за И. А. Шмидтмюллером (нем. Johann Anton Schmidtmüller, 1776—1809), профессором акушерства в Ландсхуте.

Жена (с апреля 1818) — Элизабет (урожд. Майер; нем. Elisabetha Magdalena Mayer; 24.7.1754, Купферцелль — 30.4.1822, Гейдельберг), дочь пастора Г. Г. Майера (нем. Georg Hartmann Mayer, 1719—1798), вдова горного советника И. Г. Гленка (нем. Johann Georg Glenck; 15.8.1751, Швебиш-Халль — 30.10.1801, Эринген); мать Карла Гленка (13.4.1779, Швебиш-Халль — 21.11.1845, Гота), геолога и предпринимателя.
Жена (с 4.9.1822) — Луиза Фредерика фон Вогау (нем. Louise Friedrike v. Wogau, Louisa Friedericia v. Wagau, 1777—1832), вдова профессора Генриха Эшенмайера (нем. Carl Philipp Christoph Heinrich Eschenmayer; 1763—1820).
Жена (с 20.6.1832) — Элизабет Швайкхард (нем. Elisabeth Henriette Schweickhard; Schweickart, 1779—1858).

## Научная деятельность
Лангсдорф написал много сочинений по физике и математике. Из них университетом изданы «Institutiones technologicae» (Вильно 1806 г.), «Principia staticae et mechanicaе corporum solidorum et fluidorum» и некоторые др.
Член академии наук в Гёттингене (1797), в Мюнхене (1808).

### Избранные труды
- Langsdorf K. C. Arithmetische Abhandlungen über juristische, staats- und forstwirthschaftliche Fragen, Mortalität, Bevölkerung und chronologische Bestimmungen. — Heidelberg ; Mannheim: Schwan und Götz, 1810. — 174 S.[14]
- Langsdorf K. C. Erläuterungen über die Kästnerische Analysis des Unendlichen. — Giessen: Kriegerischen Buchhandlung, 1778. — 16 + 207 S.[15]
- Langsdorf K. C. Gemeinfassliche durchaus auf Erfahrung gegründete Anleitung zum Strassen- und Brückenbau nebst einem Anhange über die Gautheysche Brückenbaukunde. — Mannheim: Schwan und Götz, 1817. — 607 S.
- Langsdorf K. C. Grundlehren der mechanischen Wissenschaften, welche die Statik und Mechanik, die Hydrostatik, Aerometrie, Hydraulik und die Maschinenlehre enthalten; mit besonderer Rücksicht auf Physiker und Praktiker. — Erlangen : Palm, 1802.[16]
- Langsdorf K. C. Grundlehren der Photometrie oder der optischen Wissenschaften. — Erlangen: Palm, 1805.
- Langsdorf K. C. Vollständige auf Theorie und Erfahrung gegründete Anleitung zur Salzwerkskunde. — Altenburg : [s. n.], 1784—1796. — [T. 1-3]. — 15+ 482 S.[17]

## Награды
Орден Святой Анны 2-й степени.

## Комментарии
1. ↑  По другим данным[6] — в 1804.
2. ↑  Георг Мельхиор Лангсдорф (нем. Georg Melchior Langsdorf) родился 25 февраля 1713 года в Вецларе в семье Иоганна Николауса Лангсдорфа (нем. Johann Nikolaus Langsdorff; 1673—1747), ректора Латинской школы в Вецларе (с 1718 — во Фридберге)[8], и Анны Элизабет, урожд. Эберкорн (нем. Anna Elisabeth Eberkorn)[9]. Умер 19 апреля 1767 года, похоронен в церкви Благодарения[нем.] в Бад-Наухайме[8].
3. ↑  Приходилась мужу кузиной[5].
4. ↑  По другим данным[6] год рождения — 1766.
5. ↑  По другим данным[6] год рождения — 1788.